# Krzysztof Szymański (ur. 1952)
Krzysztof Szymański (ur. 29 sierpnia 1952 w Jaczewie) – polski rolnik i działacz związkowy, poseł na Sejm X kadencji (1989–1991).

## Życiorys
Z zawodu rolnik indywidualny. W 1980 został właścicielem gospodarstwa rolnego w Korytnicy.
Od końca lat 70. brał udział w spotkaniach działaczy opozycyjnych, które odbywały się w Sokołowie Podlaskim z inicjatywy księdza Stanisława Falkowskiego. Od 1980 organizował struktury „Solidarności” wśród rolników województwa siedleckiego. W 1981 został przewodniczącym NSZZ „S” Rolników Indywidualnych w Korytnicy oraz przewodniczącym okręgu NSZZ „S” RI w Węgrowie. W listopadzie 1981 był współorganizatorem ponad miesięcznej okupacji budynku organizacji młodzieżowych w Siedlcach, która została zakończona 13 grudnia wraz z wprowadzeniem stanu wojennego i próbą pacyfikacji protestujących przez jednostki Milicji Obywatelskiej.
W czasie stanu wojennego brał czynny udział w pracach tajnych struktur „Solidarności”. Zajmował się m.in. kolportażem wydawnictw niezależnych, akcjami ulotkowymi, organizacją spotkań działaczy związkowych i uroczystości patriotycznych. Został zatrzymany 29 kwietnia 1982, poddany przesłuchaniom w komendzie MO w Węgrowie, a następnie tymczasowo aresztowany i osadzony w Areszcie Śledczym Warszawa-Mokotów. Wskutek pobicia przez funkcjonariuszy MO, ORMO i Służby Bezpieczeństwa przebywał kilka miesięcy w szpitalu. W 1983 wytoczył bezprecedensowy proces, w wyniku którego właściwy dla Warszawskiego Okręgu Wojskowego sąd skazał milicjantów z komendy MO w Węgrowie na kary dwóch lat pozbawienia wolności. Był to pierwszy proces w PRL, w którym funkcjonariusze służb podległych Ministerstwu Spraw Wewnętrznych zostali skazani za pobicie z przyczyn politycznych.
W 1985 ukończył technikum rolnicze. W latach 1989–1991 był posłem na Sejm X kadencji z ramienia Komitetu Obywatelskiego wybranym z okręgu siedleckiego. Zasiadał w Komisji Rolnictwa i Gospodarki Żywnościowej, Komisji Systemu Gospodarczego, Przemysłu i Budownictwa oraz Komisji Systemu Gospodarczego i Polityki Przemysłowej. Po 1991 wycofał się z polityki ogólnopolskiej, powracając do prowadzenia gospodarstwa rolnego. Pozostał działaczem NSZZ „S” RI. Zasiadał we władzach Mazowieckiej Izby Rolniczej.
W 2011, za wybitne zasługi w działalności na rzecz przemian demokratycznych w Polsce, został odznaczony Krzyżem Kawalerskim Orderu Odrodzenia Polski. W 2022 otrzymał Krzyż Wolności i Solidarności.